# Kormin
Kormin (ukr. Кормин Kormyn) – rzeka na Ukrainie, przepływająca przez rejon kiwerecki i maniwecki obwodu wołyńskiego. Prawy dopływ Styru w dorzeczu Dniepru.

## Opis
Kormin ma 53 km długości, a powierzchnia jego dorzecza wynosi 716 km². Dolina słabo wykształcona. Terasa zalewowa jest podmokła. Spadek rzeki 0,5 m/km. Dopływy – głównie kanały melioracyjne. Wzdłuż rzeki znajduje się wiele lasów (szczególnie w górnym biegu).

## Położenie
Rzeka bierze początek na bagnach na północny zachód od Cumania. Płynie w przez Nizinę Poleską najpierw na północny wschód, później – głównie na północ. Wpada w Styr na północ od wsi Mała Ośnica.

## Źródła
- Географічна енциклопедія України : у 3 т. / редколегія: О. М. Маринич (відпов. ред.) та ін. — К. : «Українська радянська енциклопедія» ім. М. П. Бажана, 1989.